# 魏米希尔
魏米希尔是德国巴伐利亚州的一个市镇。总面积32.17平方公里，总人口2486人，其中男性1252人，女性1234人（2011年12月31日），人口密度77人/平方公里。